# 월리스 비어리
월리스 비어리(Wallace Beery, 1885년 4월 1일 ~ 1949년 4월 15일)는 미국의 배우이다.

## 출연 작품
- 엔터테인먼트 (1974)
- 주디와 데이트 (1948)
- 황무지 (1935)
- 비바 빌라! (1934)
- 보물섬 (1934)
- 턱보트 애니 (1933)
- 고잉 헐리우드 (1933)
- 8시 석찬 (1933)
- 그랜드 호텔 (1932)
- 챔프 (1931)
- 빌리 더 키드 (1930)
- 어 레이디스 모랄스 (1930)
- 빅 하우스 (1930)
- 참극의 선착장 (1930)
- 삶의 구걸 (1928)
- 잃어버린 세계 (1925)
- 더 시그널 타워 (1924)
- 씨 호크 (1924)
- 더 스페인 댄서 (1923)
- 세가지 시대 (1923)
- 지옥의 강에서 온 남자 (1922)
- 로빈 훗 (1922)
- 네 기수의 묵시록 (1921)
- 라스트 모히칸 (1920)